# Всемирные пляжные игры 2023
Всемирные пляжные игры 2023 (англ. 2023 World Beach Games; индон. Pertandingan Pantai Dunia 2023, официальное название  II Всемирные пляжные игры) — 2-е по счёту Всемирные пляжные игры, которые пройдут в августе 2023 в Индонезии.

## Определение города

### Официальные кандидаты
- Бали (Индонезия)
- Гонконг (Гонконг)
- Лос-Анжелес (США)

## Виды спорта
Пляж
- Борьба
- Карате
- Пляжный волейбол
- Пляжный гандбол
- Пляжный теннис
- Пляжный футбол

Вода
- Вейкбординг
- Водные лыжи
- Кайтсёрфинг
- Плавание на открытой воде
- Сёрфинг
  - Лонг-борд
  - Шорт-борд

Экшн-спорт
- Аквафлон
- Баскетбол 3х3
- Боулдеринг
- Езда на велосипеде
  - BMX
- Скейтбординг